# Список матчей сборной Англии по футболу (1900—1914)
В данном списке приведены результаты матчей сборной Англии по футболу с 1900 по 1914 год. В списке присутствуют только официальные матчи, признаваемые Футбольной ассоциацией Англии и ФИФА.
С 1900 по 1914 год сборная Англии провела 52 официальный матча, одержав за этот период 33 победы, 12 ничьих и 7 поражений. В этот период Англия неизменно проводила ежегодную встречу со сборными Шотландии, Уэльса и Ирландии в рамках Домашнего чемпионата. В 1908 и 1909 году англичане провели свои первые матчи против соперников из-за пределов Великобритании, отправившись в турне по Центральной Европе.
Подробности матчей (время начала, авторы и минуты забитых голов, посещаемость, судьи и иные детали, а также источники информации) указаны в скрытых блоках. Иногда данные из разных источников противоречат друг другу, в таких случаях в примечаниях указаны альтернативы из различных отчётов о матчах. В секции составов сборной Англии в скобках указана расстановка, например (2-3-5) означает «2 защитника», «3 хавбека» и «5 нападающих».
Легенда
 Победа сборной Англии
 Ничья
 Поражение сборной Англии
Время начала всех матчей указано местное.

## Список матчей по годам

### 1900 (матчи № 68—70)
| 17 марта 1900 Домашний чемпионат 1900 | Ирландия | 0:2         | Англия                            | Дублин, Ирландия                                                        |
| 16:25 GMT |          | [ 2 ] [ 3 ] | - Кокрейн 12′ (авт.) - Сейгар 16′ | Стадион: «Лэнсдаун Роуд» Зрителей: 8000 Судья: Джон Маршалл (Шотландия) |
| Примечание: Посещаемость составила от 5 до 10 тысяч зрителей. Англия: (2-3-5) Джек Робинсон (Саутгемптон), Джимми Крабтри (Астон Вилла), Уильям Оукли (Коринтиан), Гарри Джонсон (Шеффилд Юнайтед), Джонни Холт (Рединг), Эрнест Нидем (Шеффилд Юнайтед), Арчи Тернер (Саутгемптон), Дэн Канлифф (Портсмут), Гилберт Озуалд Смит (Коринтиан), Чарли Сейгар (Бери), Фред Прист (Шеффилд Юнайтед) |          |             |                                   |                                                                         |

| 26 марта 1900 Домашний чемпионат 1900 | Уэльс       | 1:1         | Англия    | Кардифф, Уэльс                                                                                     |
| 16:00 GMT | Мередит 55′ | [ 5 ] [ 6 ] | Уилсон 4′ | Стадион: «Кардифф Армс Парк» Зрителей: от 4 до 8 тысяч Судья: Томас Робертсон (Торранс, Шотландия) |
| Примечание: Посещаемость по данным газетных репортажей составила от 4 до 8 тысяч зрителей, хотя на сайте Englandstats указано 20 тысяч. Англия: (2-3-5) Джек Робинсон (Саутгемптон), Говард Спенсер (Астон Вилла), Уильям Оукли (Коринтиан), Джимми Крабтри (Астон Вилла), Артур Чадуик (Саутгемптон), Гарри Джонсон (Шеффилд Юнайтед), Чарли Атерсмит (Астон Вилла), Тип Фостер (Коринтиан), Гилберт Озуалд Смит (Коринтиан), Джеффри Уилсон (Коринтиан), Альф Спаунсер (Ноттингем Форест) |             |             |           | |

| 7 апреля 1900 Домашний чемпионат 1900 | Шотландия                      | 4:1         | Англия     | Глазго, Шотландия                                                                 |
| 15:30 GMT | - Макколл 1′ 25′ 44′ - Белл 6′ | [ 7 ] [ 8 ] | Блумер 35′ | Стадион: «Селтик Парк» Зрителей: 63 000 Судья: Джеймс Торранс (Белфаст, Ирландия) |
| Примечание: Посещаемость по данным газетных репортажей составила от 50 до 70 тысяч зрителей. Англия: (2-3-5) Джек Робинсон (Саутгемптон), Уильям Оукли (Коринтиан), Джимми Крабтри (Астон Вилла), Гарри Джонсон (Шеффилд Юнайтед), Артур Чадуик (Саутгемптон), Эрнест Нидем (Шеффилд Юнайтед), Чарли Атерсмит (Астон Вилла), Стив Блумер (Дерби Каунти), Гилберт Озуалд Смит (Коринтиан), Джеффри Уилсон (Коринтиан), Джек Плант (Бери) |                                |             |            |                                                                                   |

### 1901 (матчи № 71—73)
| 9 марта 1901 Домашний чемпионат 1901 | Англия                              | 3:0           | Ирландия | Саутгемптон, Англия                                                        |
| 15:00 GMT | - Крошо 8′ - Хедли 83′ - Фостер 84′ | [ 10 ] [ 11 ] |          | Стадион: «Делл» Зрителей: 8000 Судья: Томас Робертсон (Торранс, Шотландия) |
| Примечание: Минуты забитых голов в разных отчётах отличаются. Англия: (2-3-5) Джек Робинсон (Саутгемптон), Чарльз Берджесс Фрай (Коринтиан), Уильям Оукли (Коринтиан), Уильям Джонс (Бристоль Сити), Томми Крошо (Уэнсдей), Эрнест Нидем (Шеффилд Юнайтед), Арчи Тернер (Саутгемптон), Тип Фостер (Коринтиан), Джордж Хедли (Шеффилд Юнайтед), Херберт Бэнкс (Миллуолл), Джек Кокс (Ливерпуль) |                                     |               |          |                                                                            |

| 18 марта 1901 Домашний чемпионат 1901 | Англия                                                   | 6:0           | Уэльс | Ньюкасл-апон-Тайн, Англия                                                                |
| «после полудня» | - Блумер 35′ 60′ 80′ 85′ - Нидем 51′ (пен.) - Фостер 82′ | [ 12 ] [ 13 ] |       | Стадион: «Сент-Джеймс Парк» Зрителей: 11 000 Судья: Томас Робертсон (Торранс, Шотландия) |
| Примечание: Минуты забитых голов в разных отчётах отличаются. Англия: (2-3-5) Мэтт Кингзли (Ньюкасл Юнайтед), Джимми Крабтри (Астон Вилла), Уильям Оукли (Коринтиан), Алберт Уилкс (Астон Вилла), Билли Баннистер (Бернли), Эрнест Нидем (Шеффилд Юнайтед), Уолтер Беннетт (Шеффилд Юнайтед), Стив Блумер (Дерби Каунти), Билли Битс (Вулверхэмптон Уондерерс), Тип Фостер (Коринтиан), Берти Корбетт (Коринтиан) |                                                          |               |       |                                                                                          |

| 30 марта 1901 Домашний чемпионат 1901 | Англия                      | 2:2           | Шотландия                     | Лондон, Англия                                                                      |
| 15:30 GMT | - Блэкберн 36′ - Блумер 80′ | [ 14 ] [ 15 ] | - Кэмпбелл 48′ - Хэмилтон 75′ | Стадион: «Кристал Пэлас» Зрителей: 18 250 Судья: Джеймс Торранс (Белфаст, Ирландия) |
| Примечание: Эрнест Нидем не реализовал пенальти, назначенный в первом тайме. Гилберт Озуалд Смит стал первым игроком сборной Англии, сыгравшим за неё 20 матчей. Англия: (2-3-5) Джон Уилли Сатклифф (Болтон Уондерерс), Джеймс Айрмонгер (Ноттингем Форест), Уильям Оукли (Коринтиан), Алберт Уилкс (Астон Вилла), Фрэнк Форман (Ноттингем Форест), Эрнест Нидем (Шеффилд Юнайтед), Уолтер Беннетт (Шеффилд Юнайтед), Стив Блумер (Дерби Каунти), Гилберт Озуалд Смит (Коринтиан), Тип Фостер (Коринтиан), Фред Блэкберн (Блэкберн Роверс) |                             |               |                               |                                                                                     |

### 1902 (матчи № 74—76)
| 3 марта 1902 Домашний чемпионат 1902 | Уэльс | 0:0           | Англия | Рексем, Уэльс                                                                         |
| 15:45 GMT |       | [ 17 ] [ 18 ] |        | Стадион: «Рейскорс Граунд» Зрителей: 7500 Судья: Томас Робертсон (Торранс, Шотландия) |
| Примечание: Эрнест Нидем не реализовал пенальти, назначенный незадолго до перерыва за фол Билли Мередита в штрафной сборной Уэльса. Два гола сборной Англии были отменены (гол Блумера из-за офсайда и гол Фостера из-за фола в нападении). Англия: (2-3-5) Билли Джордж (Астон Вилла), Боб Кромптон (Блэкберн Роверс), Джимми Крабтри (Астон Вилла), Алберт Уилкс (Астон Вилла), Уолтер Абботт (Эвертон), Эрнест Нидем (Шеффилд Юнайтед), Билли Хогг (Сандерленд), Стив Блумер (Дерби Каунти), Чарли Сейгар (Бери), Тип Фостер (Коринтиан), Берт Липшем (Шеффилд Юнайтед) |       |               |        |                                                                                       |

| 22 марта 1902 Домашний чемпионат 1902 | Ирландия | 0:1           | Англия    | Белфаст, Ирландия                                                                           |
| 15:30 GMT |          | [ 19 ] [ 20 ] | Сеттл 86′ | Стадион: «Балморал Шоуграундс» Зрителей: 12 000 Судья: Томас Робертсон (Торранс, Шотландия) |
| Примечание: Ирландец Боб Милн не реализовал пенальти в ворота англичан во втором тайме (удар взял вратарь Билли Джордж). Англия: (2-3-5) Билли Джордж (Астон Вилла), Боб Кромптон (Блэкберн Роверс), Джеймс Айрмонгер (Ноттингем Форест), Алберт Уилкс (Астон Вилла), Балли Баннистер (Болтон Уондерерс), Фрэнк Форман (Ноттингем Форест), Билли Хогг (Сандерленд), Стив Блумер (Дерби Каунти), Джон Калви (Ноттингем Форест), Джимми Сеттл (Эвертон), Фред Блэкберн (Блэкберн Роверс) |          |               |           |                                                                                             |

| 3 мая 1902 Домашний чемпионат 1902 | Англия                  | 2:2           | Шотландия               | Бирмингем, Англия                                                                |
| 15:30 GMT | - Сеттл 65′ - Уилкс 67′ | [ 21 ] [ 22 ] | - Темплтон 3′ - Орр 28′ | Стадион: «Вилла Парк» Зрителей: 15 000 Судья: Джеймс Торранс (Белфаст, Ирландия) |
| Примечание: Переигровка аннулированного матча 5 апреля 1902 на стадионе «Айброкс», в ходе которого обрушилась трибуна стадиона, погибло 26 человек, ещё 587 человек получили травмы разной степени тяжести. Средства, полученные от продажи билетов на матч, были переданы в фонд помощи пострадавшим от трагедии на «Айброкс». Англия: (2-3-5) Билли Джордж (Астон Вилла), Боб Кромптон (Блэкберн Роверс), Джордж Молинью (Саутгемптон), Алберт Уилкс (Астон Вилла), Фрэнк Форман (Ноттингем Форест), Келли Хоулкер (Блэкберн Роверс), Билли Хогг (Сандерленд), Стив Блумер (Дерби Каунти), Билли Битс (Вулверхэмптон Уондерерс), Джимми Сеттл (Эвертон), Джек Кокс (Ливерпуль) |                         |               |                         |                                                                                  |

### 1903 (матчи № 77—79)
| 14 февраля 1903 Домашний чемпионат 1903 | Англия                                    | 4:0           | Ирландия | Вулвергемптон, Англия                                              |
| | - Вудворд 19′ 52′ - Шарп 63′ - Дейвис 87′ | [ 23 ] [ 24 ] |          | Стадион: «Молинью» Зрителей: 24 240 Судья: Уильям Наннерли (Уэльс) |
| Примечание: Начало матча было отложено на двадцать минут из-за того, что на поле выбежала собака. Минута, на которой был забит последний гол, отличается в разных отчётах (83-я или 87-я).. Англия: (2-3-5) Том Баддели (Вулверхэмптон Уондерерс), Говард Спенсер (Астон Вилла), Джордж Молинью (Саутгемптон), Гарри Джонсон (Шеффилд Юнайтед), Том Холфорд (Сток), Гарри Хадли (Вест Бромвич Альбион), Гарри Дейвис (Уэнсдей), Джек Шарп (Эвертон), Вивиан Вудворд (Тоттенхэм Хотспур), Джимми Сеттл (Эвертон), Артур Локетт (Сток) |                                           |               |          |                                                                    |

| 2 марта 1903 Домашний чемпионат 1903 | Англия                   | 2:1           | Уэльс       | Портсмут, Англия                                                                   |
| | - Бейч 12′ - Вудворд 78′ | [ 25 ] [ 26 ] | Уоткинз 54′ | Стадион: «Фраттон Парк» Зрителей: 5000 Судья: Томас Робертсон (Торранс, Шотландия) |
| Англия: (2-3-5) Джон Уилли Сатклифф (Миллуолл Атлетик), Боб Кромптон (Блэкберн Роверс), Джордж Молинью (Саутгемптон), Гарри Джонсон (Шеффилд Юнайтед), Фрэнк Форман (Ноттингем Форест), Келли Хоулкер (Портсмут), Гарри Дейвис (Уэнсдей), Билли Гаррати (Астон Вилла), Вивиан Вудворд (Тоттенхэм Хотспур), Джо Бейч (Астон Вилла), Рекс Корбетт (Олд Малвернианс) |                          |               |             |                                                                                    |

| 4 апреля 1903 Домашний чемпионат 1903 | Англия      | 1:2           | Шотландия               | Шеффилд, Англия                                                         |
| 15:31 GMT | Вудворд 10′ | [ 27 ] [ 28 ] | - Спиди 57′ - Уокер 59′ | Стадион: «Брэмолл Лейн» Зрителей: 31 789 Судья: Уильям Наннерли (Уэльс) |
| Примечание: Правый крайний нападающий англичан Гарри Дейвис получил серьёзную травму груди в столкновении с Джимми Уотсоном, его госпитализировали. Согласно данным одного из отчётов, Финли Спиди также не реализовал пенальти в ворота англичан. Англия: (2-3-5) Том Баддели (Вулверхэмптон Уондерерс), Боб Кромптон (Блэкберн Роверс), Джордж Молинью (Саутгемптон), Гарри Джонсон (Шеффилд Юнайтед), Том Бут (Эвертон), Келли Хоулкер (Портсмут), Гарри Дейвис (Уэнсдей), Перси Хамфриз (Ноттс Каунти), Вивиан Вудворд (Тоттенхэм Хотспур), Артур Кейпс (Сток), Джек Кокс (Ливерпуль) |             |               |                         |                                                                         |

### 1904 (матчи № 80—82)
| 29 февраля 1904 Домашний чемпионат 1904 | Уэльс                         | 2:2           | Англия                      | Рексем, Уэльс                                                                         |
| | - Уоткинз 15′ - Л. Дейвис 75′ | [ 29 ] [ 30 ] | - Дж. Дейвис 68′ - Бейч 77′ | Стадион: «Рейскорс Граунд» Зрителей: 9000 Судья: Томас Робертсон (Торранс, Шотландия) |
| Примечание: В отчётах отмечено, что футбольное поле замёрзло, у валлийцев были бутсы с резиновой подошвой, а у англичан были металлические шипы и они постоянно поскальзывались. Англия: (2-3-5) Том Баддели (Вулверхэмптон Уондерерс), Боб Кромптон (Блэкберн Роверс), Герберт Берджесс (Манчестер Сити), Берт Ли (Саутгемптон), Томми Крошо (Уэнсдей), Гарри Раддлсин (Уэнсдей), Билли Брон (Астон Вилла), Альф Коммон (Шеффилд Юнайтед), Артур Браун (Шеффилд Юнайтед), Джо Бейч (Астон Вилла), Джордж Дейвис (Дерби Каунти) |                               |               |                             |                                                                                       |

| 12 марта 1904 Домашний чемпионат 1904 | Ирландия   | 1:3           | Англия                      | Белфаст, Ирландия                                                                    |
| | Керуан 49′ | [ 31 ] [ 32 ] | - Бейч 12′ - Коммон 16′ 65′ | Стадион: «Солитьюд» Зрителей: 9—18 тысяч Судья: Томас Робертсон (Торранс, Шотландия) |
| Англия: (2-3-5) Том Баддели (Вулверхэмптон Уондерерс), Боб Кромптон (Блэкберн Роверс), Герберт Берджесс (Манчестер Сити), Гарри Раддлсин (Уэнсдей), Томми Крошо (Уэнсдей), Алекс Лик (Астон Вилла), Билли Брон (Астон Вилла), Альф Коммон (Шеффилд Юнайтед), Вивиан Вудворд (Тоттенхэм Хотспур), Джо Бейч (Астон Вилла), Джордж Дейвис (Дерби Каунти) |            |               |                             |                                                                                      |

| 9 апреля 1904 Домашний чемпионат 1904 | Шотландия | 0:1           | Англия     | Глазго, Шотландия                                                      |
| 15:32 GMT |           | [ 33 ] [ 34 ] | Блумер 64′ | Стадион: «Селтик Парк» Зрителей: 40 000 Судья: Уильям Наннерли (Уэльс) |
| Примечание: Вратарь англичан Том Баддели играл с двумя сломанными пальцами и после матча попросил бренди, чтобы «прийти в себя». Англия: (2-3-5) Том Баддели (Вулверхэмптон Уондерерс), Боб Кромптон (Блэкберн Роверс), Герберт Берджесс (Манчестер Сити), Сэм Вулстенхом (Эвертон), Бернард Уилкинсон (Шеффилд Юнайтед), Алекс Лик (Астон Вилла), Джок Радерфорд (Ньюкасл Юнайтед), Стив Блумер (Дерби Каунти), Вивиан Вудворд (Тоттенхэм Хотспур), Стэнли Харрис (Олд Вестминстерс), Фред Блэкберн (Блэкберн Роверс) |           |               |            |                                                                        |

### 1905 (матчи № 83—85)
| 25 февраля 1905 Домашний чемпионат 1905 | Англия     | 1:1           | Ирландия             | «Мидлсбро», Англия                                                                  |
| | Блумер 50′ | [ 35 ] [ 36 ] | Уильямсон 48′ (авт.) | Стадион: «Эйрсом Парк» Зрителей: 25 500 Судья: Томас Робертсон (Торранс, Шотландия) |
| Примечание: Ближе к концу матча крайний левый нападающий англичан Фрэнк Бут получил травму, его унесли с поля на носилках. Англия: (2-3-5) Тим Уильямсон (Мидлсбро), Билли Балмер (Эвертон), Джек Карр (Ньюкасл Юнайтед), Сэм Вулстенхом (Блэкберн Роверс), Чарли Робертс (Манчестер Юнайтед), Алекс Лик (Астон Вилла), Дики Бонд (Престон Норт Энд), Стив Блумер (Дерби Каунти), Вивиан Вудворд (Тоттенхэм Хотспур), Стэнли Харрис (Олд Вестминстерс), Фрэнк Бут (Манчестер Сити) |            |               |                      |                                                                                     |

| 27 марта 1905 Домашний чемпионат 1905 | Англия                         | 3:1           | Уэльс         | Ливерпуль, Англия                                                              |
| 15:35 | - Вудворд 55′ 88′ - Харрис 80′ | [ 37 ] [ 38 ] | Г. Моррис 75′ | Стадион: «Энфилд» Зрителей: 26 100 Судья: Томас Робертсон (Торранс, Шотландия) |
| Примечание: Впервые в истории команда-соперник сборной Англии (в данном случае сборная Уэльса) целиком состояла из игроков, выступающих в английских клубах. Англия: (2-3-5) Гарри Линакр (Ноттингем Форест), Говард Спенсер (Астон Вилла), Херберт Смит (Рединг), Сэм Вулстенхом (Блэкберн Роверс), Чарли Робертс (Манчестер Юнайтед), Алекс Лик (Астон Вилла), Дики Бонд (Престон Норт Энд), Стив Блумер (Дерби Каунти), Вивиан Вудворд (Тоттенхэм Хотспур), Стэнли Харрис (Олд Вестминстерс), Харолд Хардман (Эвертон) |                                |               |               |                                                                                |

| 1 апреля 1905 Домашний чемпионат 1905 | Англия   | 1:0           | Шотландия | Лондон, Англия                                                           |
| 15:30 GMT | Бейч 78′ | [ 39 ] [ 40 ] |           | Стадион: «Кристал Пэлас» Зрителей: 27 599 Судья: Уильям Наннерли (Уэльс) |
| Англия: (2-3-5) Гарри Линакр (Ноттингем Форест), Говард Спенсер (Астон Вилла), Херберт Смит (Рединг), Гарри Раддлсин (Уэнсдей), Чарли Робертс (Манчестер Юнайтед), Алекс Лик (Астон Вилла), Джек Шарп (Эвертон), Стив Блумер (Дерби Каунти), Вивиан Вудворд (Тоттенхэм Хотспур), Джо Бейч (Астон Вилла), Артур Бриджетт (Сандерленд) |          |               |           |                                                                          |

### 1906 (матчи № 86—88)
| 17 февраля 1906 Домашний чемпионат 1906 | Ирландия | 0:5           | Англия                                            | Белфаст, Ирландия                                                                |
| |          | [ 41 ] [ 42 ] | - Бонд 26′ 89′ - Браун 32′ - Харрис 56′ - Дей 70′ | Стадион: «Солитьюд» Зрителей: 16 000 Судья: Томас Робертсон (Торранс, Шотландия) |
| Примечание: В отчёте сообщалось, что ширина футбольного поля была на 6 ярдов (5,5 м) меньше, чем предписывалось правилами. Англия: (2-3-5) Джимми Эшкрофт (Вулидж Арсенал), Боб Кромптон (Блэкберн Роверс), Херберт Смит (Рединг), Бен Уоррен (Дерби Каунти), Колин Вейтч (Ньюкасл Юнайтед), Келли Хоулкер (Саутгемптон), Дики Бонд (Престон Норт Энд), Сэмми Дей (Олд Малвернианс), Артур Браун (Шеффилд Юнайтед), Стэнли Харрис (Олд Вестминстерс), Берт Госнелл (Ньюкасл Юнайтед) |          |               |                                                   |                                                                                  |

| 19 марта 1906 Домашний чемпионат 1906 | Уэльс | 0:1           | Англия  | Кардифф, Уэльс                                                           |
| 16:00 GMT |       | [ 43 ] [ 44 ] | Дей 86′ | Стадион: «Кардифф Армс Парк» Зрителей: 15 000 Судья: Бертрам Гоф (Уэльс) |
| Англия: (2-3-5) Джимми Эшкрофт (Вулидж Арсенал), Боб Кромптон (Блэкберн Роверс), Херберт Смит (Рединг), Бен Уоррен (Дерби Каунти), Колин Вейтч (Ньюкасл Юнайтед), Келли Хоулкер (Саутгемптон), Дики Бонд (Престон Норт Энд), Сэмми Дей (Олд Малвернианс), Альф Коммон (Мидлсбро), Стэнли Харрис (Олд Вестминстерс), Гордон Райт (Кембридж Юниверсити) |       |               |         |                                                                          |

| 7 апреля 1906 Домашний чемпионат 1906 | Шотландия    | 2:1           | Англия     | Глазго, Шотландия                                                        |
| 15:30 GMT | Хауи 40′ 56′ | [ 45 ] [ 46 ] | Шеперд 81′ | Стадион: «Хэмпден Парк» Зрителей: 102 741 Судья: Уильям Наннерли (Уэльс) |
| Примечание: Гарри Мейкпис сыграл только первые десять минут матча, после чего получил «серьёзное растяжение правого бедра» из-за неудачного падения. Его унесли с поля. По данным газет The Manchester Courier и Daily Telegraph, он также получил повреждения поясницы и сломал руку. Пропустив два гола, англичане, находившиеся в меньшинстве, стали постоянно создавать для шотландцев положение «вне игры», которое, согласно действовавшим тогда правилам, фиксировалось даже если игроки находились на своей половине поля (после этого матча шотландцы предложили поменять правила, и уже в 1907 году правила поменялись: офсайд стал фиксироваться только на чужой половине поля). Шеперд забил гол на 81-й минуте прямым ударом со штрафного. Матч посетил 102 741 зритель, что стало новым мировым рекордом. Англия: (2-3-5) Джимми Эшкрофт (Вулидж Арсенал), Боб Кромптон (Блэкберн Роверс), Герберт Берджесс (Манчестер Сити), Бен Уоррен (Дерби Каунти), Колин Вейтч (Ньюкасл Юнайтед), Гарри Мейкпис (Эвертон), Дики Бонд (Престон Норт Энд), Сэмми Дей (Олд Малвернианс), Алберт Шеперд (Болтон Уондерерс), Стэнли Харрис (Олд Вестминстерс), Джеймс Конлин (Брэдфорд Сити) |              |               |            |                                                                          |

### 1907 (матчи № 89—91)
| 16 февраля 1907 Домашний чемпионат 1907 | Англия      | 1:0           | Ирландия | Ливерпуль, Англия                                                                    |
| 15:30 GMT | Хардман 53′ | [ 47 ] [ 48 ] |          | Стадион: «Гудисон Парк» Зрителей: 22 235 Судья: Томас Робертсон (Торранс, Шотландия) |
| Англия: (2-3-5) Сэм Харди (Ливерпуль), Боб Кромптон (Блэкберн Роверс), Джек Карр (Ньюкасл Юнайтед), Бен Уоррен (Дерби Каунти), Билли Уэдлок (Бристоль Сити), Роберт Хокс (Лутон Таун), Джок Радерфорд (Ньюкасл Юнайтед), Тим Коулман (Вулидж Арсенал), Джордж Хилсдон (Челси), Джо Бейч (Астон Вилла), Харолд Хардман (Эвертон) |             |               |          |                                                                                      |

| 18 марта 1907 Домашний чемпионат 1907 | Англия     | 1:1           | Уэльс     | Лондон, Англия                                                                       |
| 15:30 GMT | Стюарт 62′ | [ 49 ] [ 50 ] | Джонс 25′ | Стадион: «Крейвен Коттедж» Зрителей: 22 000 Судья: Роберт Марри (Торранс, Шотландия) |
| Англия: (2-3-5) Сэм Харди (Ливерпуль), Боб Кромптон (Блэкберн Роверс), Джесси Пеннингтон (Вест Бромвич Альбион), Бен Уоррен (Дерби Каунти), Билли Уэдлок (Бристоль Сити), Колин Вейтч (Ньюкасл Юнайтед), Джок Радерфорд (Ньюкасл Юнайтед), Стив Блумер (Мидлсбро), Эрвин Торнли (Манчестер Сити), Джеймс Стюарт (Уэнсдей), Джордж Уолл (Манчестер Юнайтед) |            |               |           |                                                                                      |

| 6 апреля 1907 Домашний чемпионат 1907 | Англия     | 1:1           | Шотландия          | Ньюкасл-апон-Тайн, Англия                                                                |
| 15:00 GMT | Блумер 42′ | [ 51 ] [ 52 ] | Кромптон 4′ (авт.) | Стадион: «Сент-Джеймс Парк» Зрителей: 35 829 Судья: Томас Робертсон (Торранс, Шотландия) |
| Примечание: Минута, на которой Кромптон забил в свои ворота, отличается в разных отчётах (2-я или 4-я). Англия: (2-3-5) Сэм Харди (Ливерпуль), Боб Кромптон (Блэкберн Роверс), Джесси Пеннингтон (Вест Бромвич Альбион), Бен Уоррен (Дерби Каунти), Билли Уэдлок (Бристоль Сити), Колин Вейтч (Ньюкасл Юнайтед), Джок Радерфорд (Ньюкасл Юнайтед), Стив Блумер (Мидлсбро), Вивиан Вудворд (Тоттенхэм Хотспур), Джеймс Стюарт (Уэнсдей), Харолд Хардман (Эвертон) |            |               |                    |                                                                                          |

### 1908 (матчи № 92—98)
| 15 февраля 1908 Домашний чемпионат 1908 | Ирландия   | 1:3           | Англия                         | Белфаст, Ирландия                                                                |
| 15:30 GMT | Хэннон 13′ | [ 53 ] [ 54 ] | - Хилсдон 7′ 83′ - Вудворд 80′ | Стадион: «Солитьюд» Зрителей: 22 600 Судья: Томас Робертсон (Торранс, Шотландия) |
| Примечание: В матче зафиксирована рекордная посещаемость домашнего матча сборной Ирландии. Англия: (2-3-5) Гарри Маскри (Дерби Каунти), Боб Кромптон (Блэкберн Роверс), Джесси Пеннингтон (Вест Бромвич Альбион), Бен Уоррен (Дерби Каунти), Билли Уэдлок (Бристоль Сити), Ивлин Линтотт (Куинз Парк Рейнджерс), Джок Радерфорд (Ньюкасл Юнайтед), Вивиан Вудворд (Тоттенхэм Хотспур), Джордж Хилсдон (Челси), Джимми Уиндридж (Челси), Джордж Уолл (Манчестер Юнайтед) |            |               |                                |                                                                                  |

| 16 марта 1908 Домашний чемпионат 1908 | Уэльс         | 1:7           | Англия                                                              | Рексем, Уэльс                                                              |
| | У. Дейвис 90′ | [ 55 ] [ 56 ] | - Вудворд 18′ 80′ 85′ - Уиндридж 25′ - Уэдлок 30′ - Хилсдон 40′ 63′ | Стадион: «Рейскорс Граунд» Зрителей: 7000 Судья: Дэвид Филлипс (Шотландия) |
| Примечание: Большую часть матча Уэльс провёл в меньшинстве. Через 15 или 20 минут после начала игры вратарь валлийцев Ли Рус столкнулся с нападающим англичан (Вудвордом или Хилсдоном), получив сотрясение мозга, после чего покинул поле. Его место в воротах занял защитник Чарли Моррис. Рус на короткое время вернулся в ворота, но вскоре почувствовал себя плохо и окончательно ушёл с поля. Примерно на 25-й минуте травму получил также правый хавбек валлийцев Эдвин Хьюз, и валлийцы играли вдевятером против 11 англичан. Капитан сборной Англии Вудворд предложил Уэльсу сделать две замены (хотя замены тогда не были предусмотрены правилами). После перерыва Уэльс сделал одну замену: в ворота валлийцев встал Дей Дейвис. Это была первая замена в истории матчей футбольных сборных. На 43-й минуте Билли Мередит (Уэльс) не реализовал пенальти. На 90-й минуте Уильям Дейвис забил гол за валлийцев ударом со штрафного. Англия: (2-3-5) Хорас Бейли (Лестер Фосс), Боб Кромптон (Блэкберн Роверс), Джесси Пеннингтон (Вест Бромвич Альбион), Бен Уоррен (Дерби Каунти), Билли Уэдлок (Бристоль Сити), Ивлин Линтотт (Куинз Парк Рейнджерс), Джок Радерфорд (Ньюкасл Юнайтед), Вивиан Вудворд (Тоттенхэм Хотспур), Джордж Хилсдон (Челси), Джимми Уиндридж (Челси), Харолд Хардман (Эвертон) |               |               |                                                                     |                                                                            |

| 4 апреля 1908 Домашний чемпионат 1908 | Шотландия  | 1:1           | Англия       | Глазго, Шотландия                                                       |
| 15:30 GMT | Уилсон 27′ | [ 57 ] [ 58 ] | Уиндридж 74′ | Стадион: «Хэмпден Парк» Зрителей: 121 452 Судья: Джеймс Мейсон (Англия) |
| Примечание: Посещаемость матча составила 121 452 зрителя, что стало новым мировым рекордом. Была давка, в которой пострадало не менее 70 человек, часть из них была доставлена в больницу. Также некоторые зрители получили травмы головы от брошенных камней и пустых бутылок. Англия: (2-3-5) Сэм Харди (Астон Вилла), Боб Кромптон (Блэкберн Роверс), Джесси Пеннингтон (Вест Бромвич Альбион), Бен Уоррен (Дерби Каунти), Билли Уэдлок (Бристоль Сити), Ивлин Линтотт (Куинз Парк Рейнджерс), Джок Радерфорд (Ньюкасл Юнайтед), Вивиан Вудворд (Тоттенхэм Хотспур), Джордж Хилсдон (Челси), Джимми Уиндридж (Челси), Артур Бриджетт (Сандерленд) |            |               |              |                                                                         |

| 6 июня 1908 Товарищеский матч | Австрия    | 1:6           | Англия                                                            | Вена, Австрия                                                                |
| 18:00 MEZ | Шмигер 55′ | [ 59 ] [ 60 ] | - Уиндридж 21′ 38′ - Вудворд 40′ - Хилсдон 57′ 70′ - Бриджетт 85′ | Стадион: «Крикетер Плац» Зрителей: 3500 Судья: Кристиан Гротхоф (Нидерланды) |
| Примечание: Первая игра сборной Англии за пределами Великобритании и первая официальная игра против небританской сборной. Англия: (2-3-5) Хорас Бейли (Лестер Фосс), Боб Кромптон (Блэкберн Роверс), Уолтер Корбетт (Бирмингем), Бен Уоррен (Дерби Каунти), Билли Уэдлок (Бристоль Сити), Роберт Хокс (Лутон Таун), Джок Радерфорд (Ньюкасл Юнайтед), Вивиан Вудворд (Тоттенхэм Хотспур), Джордж Хилсдон (Челси), Джимми Уиндридж (Челси), Артур Бриджетт (Сандерленд) |            |               |                                                                   |                                                                              |

| 8 июня 1908 Товарищеский матч | Австрия    | 1:11          | Англия                                                                                                  | Вена, Австрия                                                   |
| 18:00 MEZ | Хиршль 78′ | [ 61 ] [ 62 ] | - Вудворд 4′ 41′ 55′ 84′ - Уиндридж 6′ - Радерфорд 15′ - Брэдшо 19′ 72′ 85′ - Уоррен 66′ - Бриджетт 73′ | Стадион: «Хоэ Варте» Зрителей: 5000 Судья: Эде Херцог (Венгрия) |
| Англия: (2-3-5) Хорас Бейли (Лестер Фосс), Боб Кромптон (Блэкберн Роверс), Джесси Пеннингтон (Вест Бромвич Альбион), Бен Уоррен (Дерби Каунти), Билли Уэдлок (Бристоль Сити), Роберт Хокс (Лутон Таун), Джок Радерфорд (Ньюкасл Юнайтед), Вивиан Вудворд (Тоттенхэм Хотспур), Фрэнк Брэдшо (Уэнсдей), Джимми Уиндридж (Челси), Артур Бриджетт (Сандерленд) |            |               | |                                                                 |

| 10 июня 1908 Товарищеский матч | Венгрия | 0:7           | Англия                                                                 | Будапешт, Венгрия                                               |
| |         | [ 63 ] [ 64 ] | - Вудворд 13′ - Хилсдон 28′ 48′ 71′ 88′ - Уиндридж 30′ - Радерфорд 38′ | Стадион: «Милленарис» Зрителей: 6500 Судья: Хуго Майсль Австрия |
| Примечание: В венгерских источниках указано, что Вудворд забил гол на 48-й минуте (который английские источники приписывают Хилсдону), а Радерфорд забил гол на 88-й минуте (который английские источники приписывают Хилсдону). Англия: (2-3-5) Хорас Бейли (Лестер Фосс), Боб Кромптон (Блэкберн Роверс), Уолтер Корбетт (Бирмингем), Бен Уоррен (Дерби Каунти), Билли Уэдлок (Бристоль Сити), Роберт Хокс (Лутон Таун), Джок Радерфорд (Ньюкасл Юнайтед), Вивиан Вудворд (Тоттенхэм Хотспур), Джордж Хилсдон (Челси), Джимми Уиндридж (Челси), Артур Бриджетт (Сандерленд) |         |               |                                                                        |                                                                 |

| 13 июня 1908 Товарищеский матч | Богемия | 0:4           | Англия                                                  | Прага, Богемия                                              |
| |         | [ 65 ] [ 66 ] | - Хилсдон 24′ 50′ (пен.) - Уиндридж 55′ - Радерфорд 83′ | Стадион: «Летна» Зрителей: 12 000 Судья: Джон Луис (Англия) |
| Примечание: Сборная Англии впервые в своей истории вышла на поле в том же составе, что и в предыдущем матче (против Венгрии три дня назад). Сборная Богемии целиком состояла из игроков одного клуба («Славия Прага»). Англия: (2-3-5) Хорас Бейли (Лестер Фосс), Боб Кромптон (Блэкберн Роверс), Уолтер Корбетт (Бирмингем), Бен Уоррен (Дерби Каунти), Билли Уэдлок (Бристоль Сити), Роберт Хокс (Лутон Таун), Джок Радерфорд (Ньюкасл Юнайтед), Вивиан Вудворд (Тоттенхэм Хотспур), Джордж Хилсдон (Челси), Джимми Уиндридж (Челси), Артур Бриджетт (Сандерленд) |         |               |                                                         |                                                             |

### 1909 (матчи № 99—104)
| 13 февраля 1909 Домашний чемпионат 1909 | Англия                                     | 4:0           | Ирландия | Брадфорд, Англия                                                          |
| 14:30 GMT | - Хилсдон 50′ 87′ (пен.) - Вудворд 60′ 80′ | [ 67 ] [ 68 ] |          | Стадион: «Парк Авеню» Зрителей: 28 000 Судья: Джеймс Б. Старк (Шотландия) |
| Примечание: Крайний левый нападающий англичан Артур Бриджетт был травмирован уже на первой минуте после столкновения с защитником ирландцев Джимми Балфом. Сообщалось, что он не ушёл с поля, однако «не был способен играть». Англия: (2-3-5) Сэм Харди (Ливерпуль), Боб Кромптон (Блэкберн Роверс), Джо Коттл (Бристоль Сити), Бен Уоррен (Челси), Билли Уэдлок (Бристоль Сити), Ивлин Линтотт (Брэдфорд Сити), Артур Берри (Оксфорд Юниверсити), Вивиан Вудворд (Тоттенхэм Хотспур), Джордж Хилсдон (Челси), Джимми Уиндридж (Челси), Артур Бриджетт (Сандерленд) |                                            |               |          |                                                                           |

| 15 марта 1909 Домашний чемпионат 1909 | Англия                   | 2:0           | Уэльс | Ноттингем, Англия                                                        |
| | - Холли 15′ - Фримен 42′ | [ 69 ] [ 70 ] |       | Стадион: «Сити Граунд» Зрителей: 11 500 Судья: Дэвид Филлипс (Шотландия) |
| Примечание: Перед первым голом правый крайний нападающий Фред Пентланд получил травму с столкновении с Чарли Моррисом, после чего вынужден был покинуть поле. Англичане забили оба гола после дриблинга Вивиана Вудворда, который отдал голевые передачи на Джорджа Холли и Берта Фримена. Англия: (2-3-5) Сэм Харди (Ливерпуль), Боб Кромптон (Блэкберн Роверс), Джесси Пеннингтон (Вест Бромвич Альбион), Бен Уоррен (Челси), Билли Уэдлок (Бристоль Сити), Колин Вейтч (Ньюкасл Юнайтед), Фред Пентланд (Мидлсбро), Вивиан Вудворд (Тоттенхэм Хотспур), Берт Фримен (Эвертон), Джордж Холли (Сандерленд), Артур Бриджетт (Сандерленд) |                          |               |       |                                                                          |

| 3 апреля 1909 Домашний чемпионат 1909 | Англия      | 2:0           | Шотландия | Лондон, Англия                                                               |
| | Уолл 3′ 15′ | [ 71 ] [ 72 ] |           | Стадион: «Кристал Пэлас» Зрителей: 23 667 Судья: Джеймс Б. Старк (Шотландия) |
| Примечание: На матче присутствовали принц Уэльский Джордж Фредерик Эрнст Альберт (спустя 13 месяцев он будет коронован как Георг V), Ричард Керзон и Уильям Гренфелл. Хавбек шотландцев Джеймс Старк не реализовал пенальти, назначенный за игру рукой Пеннингтоном в концовке матча. Англия: (2-3-5) Сэм Харди (Ливерпуль), Боб Кромптон (Блэкберн Роверс), Джесси Пеннингтон (Вест Бромвич Альбион), Бен Уоррен (Челси), Билли Уэдлок (Бристоль Сити), Ивлин Линтотт (Брэдфорд Сити), Фред Пентланд (Мидлсбро), Гарольд Флеминг (Суиндон Таун), Берт Фримен (Эвертон), Джордж Холли (Сандерленд), Джордж Уолл (Манчестер Юнайтед) |             |               |           |                                                                              |

| 29 мая 1909 Товарищеский матч | Венгрия                   | 2:4           | Англия                                                         | Будапешт, Венгрия                                                           |
| | - Кешмарки 44′ - Грос 72′ | [ 73 ] [ 74 ] | - Бриджетт 5′ - Вудворд 39′ - Флеминг 42′ - Вайнбер 79′ (авт.) | Стадион: «Милленарис» Зрителей: 10 000 Судья: Кристиан Гротхоф (Нидерланды) |
| Англия: (2-3-5) Сэм Харди (Ливерпуль), Боб Кромптон (Блэкберн Роверс), Джесси Пеннингтон (Вест Бромвич Альбион), Бен Уоррен (Челси), Билли Уэдлок (Бристоль Сити), Ивлин Линтотт (Брэдфорд Сити), Фред Пентланд (Мидлсбро), Гарольд Флеминг (Суиндон Таун), Вивиан Вудворд (Тоттенхэм Хотспур), Джордж Холли (Сандерленд), Артур Бриджетт (Сандерленд) |                           |               |                                                                |                                                                             |

| 31 мая 1909 Товарищеский матч | Венгрия                     | 2:8           | Англия                                                     | Будапешт, Венгрия                                                 |
| | - Шлоссер 47′ - Месарош 78′ | [ 76 ] [ 77 ] | - Флеминг 4′ 44′ - Вудворд 12′ 36′ 55′ 58′ - Холли 17′ 89′ | Стадион: «Милленарис» Зрителей: 11 000 Судья: Хуго Майсль Австрия |
| Примечание: Сборная Англии во второй раз в своей истории вышла на поле в том же составе, что и в предыдущем матче. В двух венгерских источниках (Magyarvalogatott, Nemzetisport) автором гола, забитого на 55-й минуте, назван Гарольд Флеминг, а не Вивиан Вудворд. В таком случае Флеминг сделал хет-трик, как и Вудворд. Англия: (2-3-5) Сэм Харди (Ливерпуль), Боб Кромптон (Блэкберн Роверс), Джесси Пеннингтон (Вест Бромвич Альбион), Бен Уоррен (Челси), Билли Уэдлок (Бристоль Сити), Ивлин Линтотт (Брэдфорд Сити), Фред Пентланд (Мидлсбро), Гарольд Флеминг (Суиндон Таун), Вивиан Вудворд (Тоттенхэм Хотспур), Джордж Холли (Сандерленд), Артур Бриджетт (Сандерленд) |                             |               |                                                            |                                                                   |

| 1 июня 1909 Товарищеский матч | Австрия             | 1:8           | Англия                                                            | Вена, Австрия                                                         |
| 18:00 MEZ | Нойбауэр 53′ (пен.) | [ 79 ] [ 80 ] | - Вудворд 25′ 48′ 69′ - Халс 44′ 82′ - Холли 56′ 58′ - Уоррен 76′ | Стадион: «Хоэ Варте» Зрителей: 3000 Судья: Ференц М. Шуберт (Венгрия) |
| Примечание: В английских источниках минуты большинства забитых голов неизвестны. Указаны данные с сайта Austria Soccer. Англия: (2-3-5) Сэм Харди (Ливерпуль), Боб Кромптон (Блэкберн Роверс), Джесси Пеннингтон (Вест Бромвич Альбион), Бен Уоррен (Челси), Билли Уэдлок (Бристоль Сити), Джордж Ричардс (Дерби Каунти), Фред Пентланд (Мидлсбро), Гарольд Халс (Манчестер Юнайтед), Вивиан Вудворд (Тоттенхэм Хотспур), Джордж Холли (Сандерленд), Артур Бриджетт (Сандерленд) |                     |               |                                                                   |                                                                       |

### 1910 (матчи № 105—107)
| 12 февраля 1910 Домашний чемпионат 1910 | Ирландия    | 1:1           | Англия      | Белфаст, Ирландия                                                                   |
| 15:30 GMT | Томпсон 43′ | [ 82 ] [ 83 ] | Флеминг 51′ | Стадион: «Солитьюд» Зрителей: 8000 Судья: Александер А. Джексон (Глазго, Шотландия) |
| Англия: (2-3-5) Сэм Харди (Ливерпуль), Берт Морли (Ноттс Каунти), Артур Кауэлл (Блэкберн Роверс), Энди Дакат (Вулидж Арсенал), Билли Уэдлок (Бристоль Сити), Билли Брэдшо (Блэкберн Роверс), Дики Бонд (Брэдфорд Сити), Гарольд Флеминг (Суиндон Таун), Вивиан Вудворд (Тоттенхэм Хотспур), Джо Бейч (Астон Вилла), Берт Холл (Астон Вилла) |             |               |             |                                                                                     |

| 14 марта 1910 Домашний чемпионат 1910 | Уэльс | 0:1           | Англия    | Кардифф, Уэльс                                                                |
| 15:30 GMT |       | [ 84 ] [ 85 ] | Дакат 66′ | Стадион: «Кардифф Армс Парк» Зрителей: 20 000 Судья: Джеймс Старк (Шотландия) |
| Англия: (2-3-5) Сэм Харди (Ливерпуль), Боб Кромптон (Блэкберн Роверс), Джесси Пеннингтон (Вест Бромвич Альбион), Энди Дакат (Вулидж Арсенал), Билли Уэдлок (Бристоль Сити), Билли Брэдшо (Блэкберн Роверс), Дики Бонд (Брэдфорд Сити), Гарольд Флеминг (Суиндон Таун), Джек Паркинсон (Ливерпуль), Джордж Холли (Сандерленд), Джордж Уолл (Манчестер Юнайтед) |       |               |           |                                                                               |

| 2 апреля 1910 Домашний чемпионат 1910 | Шотландия                   | 2:0           | Англия | Глазго, Шотландия                                                       |
| 15:30 GMT | - Макменеми 20′ - Куинн 32′ | [ 86 ] [ 87 ] |        | Стадион: «Хэмпден Парк» Зрителей: 106 205 Судья: Джеймс Мейсон (Англия) |
| Англия: (2-3-5) Сэм Харди (Ливерпуль), Боб Кромптон (Блэкберн Роверс), Джесси Пеннингтон (Вест Бромвич Альбион), Энди Дакат (Вулидж Арсенал), Билли Уэдлок (Бристоль Сити), Гарри Мейкпис (Эвертон), Дики Бонд (Брэдфорд Сити), Билли Хибберт (Бери), Джек Паркинсон (Ливерпуль), Уолли Хардинг (Шеффилд Юнайтед), Джордж Уолл (Манчестер Юнайтед) |                             |               |        |                                                                         |

### 1911 (матчи № 108—110)
| 11 февраля 1911 Домашний чемпионат 1911 | Англия                   | 2:1           | Ирландия   | Дерби, Англия                                                               |
| 15:00 GMT | - Шеперд 20′ - Эванс 87′ | [ 88 ] [ 89 ] | Маколи 88′ | Стадион: «Бейсбол Граунд» Зрителей: 20 000 Судья: Дэвид Филлипс (Шотландия) |
| Примечание: Боб Кромптон провёл свой 30-й матч за сборную Англии, Бен Уоррен и Билли Уэдлок провели свои 20-е матчи за сборную. По данным сайта Englandstats, Шеперд забил гол на 18-й минуте. Англия: (2-3-5) Тим Уильямсон (Мидлсбро), Боб Кромптон (Блэкберн Роверс), Джесси Пеннингтон (Вест Бромвич Альбион), Бен Уоррен (Челси), Билли Уэдлок (Бристоль Сити), Алберт Стерджесс (Шеффилд Юнайтед), Джок Симпсон (Блэкберн Роверс), Гарольд Флеминг (Суиндон Таун), Алберт Шеперд (Ньюкасл Юнайтед), Джордж Вуджер (Олдем Атлетик), Роберт Эванс (Шеффилд Юнайтед) |                          |               |            |                                                                             |

| 13 марта 1911 Домашний чемпионат 1911 | Англия                       | 3:0           | Уэльс | Лондон, Англия                                                     |
| 15:30 GMT | - Вудворд 64′ 82′ - Уэбб 65′ | [ 90 ] [ 91 ] |       | Стадион: «Ден» Зрителей: 22 000 Судья: Джеймс Б. Старк (Шотландия) |
| Примечание: Вудворд забил оба гола головой и ещё один раз после его удара головой мяч попал в перекладину. По данным сайта Englandstats, Вудворд забил 65-й и 83-й минуте, а Уэбб — на 66-й. Англия: (2-3-5) Тим Уильямсон (Мидлсбро), Боб Кромптон (Блэкберн Роверс), Джесси Пеннингтон (Вест Бромвич Альбион), Бен Уоррен (Челси), Билли Уэдлок (Бристоль Сити), Кеннет Хант (Лейтон), Джок Симпсон (Блэкберн Роверс), Гарольд Флеминг (Суиндон Таун), Джордж Уэбб (Вест Хэм Юнайтед), Вивиан Вудворд (Тоттенхэм Хотспур), Роберт Эванс (Шеффилд Юнайтед) |                              |               |       |                                                                    |

| 1 апреля 1911 Домашний чемпионат 1911 | Англия     | 1:1           | Шотландия   | Ливерпуль, Англия                                                       |
| 15:30 GMT | Стюарт 18′ | [ 92 ] [ 93 ] | Хиггинс 88′ | Стадион: «Гудисон Парк» Зрителей: 38 000 Судья: Уильям Наннерли (Уэльс) |
| Примечание: По данным сайта England Football Online, нападающий шотландцев Сэнди Хиггинс забил гол в концовке первого тайма, однако судья его не засчитал. По данным сайта Englandstats, Стюарт забил на 20-й минуте. Англия: (2-3-5) Тим Уильямсон (Мидлсбро), Боб Кромптон (Блэкберн Роверс), Джесси Пеннингтон (Вест Бромвич Альбион), Бен Уоррен (Челси), Билли Уэдлок (Бристоль Сити), Кеннет Хант (Лейтон), Джок Симпсон (Блэкберн Роверс), Джеймс Стюарт (Ньюкасл Юнайтед), Джордж Уэбб (Вест Хэм Юнайтед), Джо Бейч (Астон Вилла), Роберт Эванс (Шеффилд Юнайтед) |            |               |             |                                                                         |

### 1912 (матчи № 111—113)
| 10 февраля 1912 Домашний чемпионат 1912 | Ирландия   | 1:6           | Англия                                                       | Дублин, Ирландия                                                                            |
| 15:30 GMT | Хэмилл 35′ | [ 94 ] [ 95 ] | - Флеминг 12′ 40′ 64′ - Холли 17′ - Фримен 50′ - Симпсон 85′ | Стадион: «Далимаунт Парк» Зрителей: 15 000 Судья: Александер А. Джексон (Глазго, Шотландия) |
| Примечание: В начале второго тайма из-за травмы поле покинул крайний левый нападающий ирландцев Фрэнсис Томпсон. Впоследствии он вернулся, но в отчётах сообщается, что «фактически» после этого ирландцы играли вдесятером. Англия: (2-3-5) Сэм Харди (Ливерпуль), Боб Кромптон (Блэкберн Роверс), Джесси Пеннингтон (Вест Бромвич Альбион), Том Бриттлтон (Уэнсдей), Билли Уэдлок (Бристоль Сити), Билли Брэдшо (Блэкберн Роверс), Джок Симпсон (Блэкберн Роверс), Гарольд Флеминг (Суиндон Таун), Берт Фримен (Бернли), Джордж Холли (Сандерленд), Джеки Мордью (Сандерленд) |            |               |                                                              |                                                                                             |

| 11 марта 1912 Домашний чемпионат 1912 | Уэльс | 0:2           | Англия                  | Рексем, Уэльс                                                                          |
| 15:30 GMT |       | [ 96 ] [ 97 ] | - Холли 2′ - Фримен 41′ | Стадион: «Рейскорс Граунд» Зрителей: 10 000 Судья: Томас Дагрей (Беллсхилл, Шотландия) |
| Англия: (2-3-5) Тим Уильямсон (Мидлсбро), Боб Кромптон (Блэкберн Роверс), Джесси Пеннингтон (Вест Бромвич Альбион), Том Бриттлтон (Уэнсдей), Билли Уэдлок (Бристоль Сити), Гарри Мейкпис (Эвертон), Джок Симпсон (Блэкберн Роверс), Фрэнк Джефферис (Эвертон), Берт Фримен (Бернли), Джордж Холли (Сандерленд), Роберт Эванс (Шеффилд Юнайтед) |       |               |                         |                                                                                        |

| 23 марта 1912 Домашний чемпионат 1912 | Шотландия | 1:1           | Англия    | Глазго, Шотландия                                                       |
| 15:32 GMT | Уилсон 7′ | [ 98 ] [ 99 ] | Холли 13′ | Стадион: «Хэмпден Парк» Зрителей: 127 307 Судья: Джеймс Мейсон (Англия) |
| Примечание: Посещаемость матча составила 127 307 зрителей, что стало новым мировым рекордом. В газетах отмечалось, что рекордная посещаемость была ещё более примечательной с учётом отсутствия «специальных» дешевых железнодорожных билетов на матч, что было связано с забастовкой шахтёров, начавшейся в феврале 1912 года (и повлиявшей на большое количество пассажиров на затонувшем «Титанике»). На стадионе произошла давка, медики на месте оказали помощь 60 зрителям, четырех человек госпитализировали. Англия: (2-3-5) Тим Уильямсон (Мидлсбро), Боб Кромптон (Блэкберн Роверс), Джесси Пеннингтон (Вест Бромвич Альбион), Том Бриттлтон (Уэнсдей), Билли Уэдлок (Бристоль Сити), Гарри Мейкпис (Эвертон), Джок Симпсон (Блэкберн Роверс), Фрэнк Джефферис (Эвертон), Берт Фримен (Бернли), Джордж Холли (Сандерленд), Джордж Уолл (Манчестер Юнайтед) |           |               |           |                                                                         |

### 1913 (матчи № 114—116)
| 15 февраля 1913 Домашний чемпионат 1913 | Ирландия         | 2:1             | Англия    | Белфаст, Ирландия                                                                         |
| 15:34 GMT | Гиллеспи 43′ 57′ | [ 100 ] [ 101 ] | Бакен 35′ | Стадион: «Уиндзор Парк» Зрителей: 20 000 Судья: Александер А. Джексон (Глазго, Шотландия) |
| Примечание: Англия потерпела своё первое поражение от Ирландии. Во втором тайме ирландцы играли вдесятером после того, как Джим Маколи покинул поле из-за травмы. Минуты забитых голов в разных отчётах отличаются. Англия: (2-3-5) Тим Уильямсон (Мидлсбро), Боб Кромптон (Блэкберн Роверс), Боб Бенсон (Шеффилд Юнайтед), Фрэнсис Кагги (Сандерленд), Томми Бойл (Бернли), Джордж Атли (Барнсли), Джеки Мордью (Сандерленд), Чарли Бакен (Сандерленд), Джордж Эллиотт (Мидлсбро), Джо Смит (Болтон Уондерерс), Джордж Уолл (Манчестер Юнайтед) |                  |                 |           |                                                                                           |

| 17 марта 1913 Домашний чемпионат 1913 | Англия                                                 | 4:3             | Уэльс                                | Бристоль, Англия                                                                      |
| 15:30 GMT | - Флеминг 27′ - Латерон 30′ - Маккол 35′ - Хэмптон 55′ | [ 102 ] [ 103 ] | - Дейвис 10′ - Мередит 52′ - Пик 70′ | Стадион: «Аштон Гейт» Зрителей: 8000 Судья: Александер А. Джексон (Глазго, Шотландия) |
| Примечание: Минуты забитых голов в разных отчётах отличаются. Англия: (2-3-5) Эрни Скаттергуд (Дерби Каунти), Боб Кромптон (Блэкберн Роверс), Джесси Пеннингтон (Вест Бромвич Альбион), Хью Моффат (Олдем Атлетик), Джо Макколл (Престон Норт Энд), Билли Брэдшо (Блэкберн Роверс), Чарли Уоллес (Астон Вилла), Гарольд Флеминг (Суиндон Таун), Гарри Хэмптон (Астон Вилла), Эдди Латерон (Блэкберн Роверс), Джозеф Ходкинсон (Блэкберн Роверс) |                                                        |                 |                                      |                                                                                       |

| 5 апреля 1913 Домашний чемпионат 1913 | Англия      | 1:0             | Шотландия | Лондон, Англия                                                                              |
| 15:30 GMT | Хэмптон 37′ | [ 104 ] [ 105 ] |           | Стадион: «Стэмфорд Бридж» Зрителей: 52 500 Судья: Александер А. Джексон (Глазго, Шотландия) |
| Примечание: Примерно за 20 минут до конца матча Билли Уотсон получил травму (разрыв мышц правой ноги), из-за чего вынужден был покинуть поле, остаток игры англичане доигрывали вдесятером. Англия: (2-3-5) Сэм Харди (Астон Вилла), Боб Кромптон (Блэкберн Роверс), Джесси Пеннингтон (Вест Бромвич Альбион), Том Бриттлтон (Уэнсдей), Джо Макколл (Престон Норт Энд), Билли Уотсон (Бернли), Джок Симпсон (Блэкберн Роверс), Гарольд Флеминг (Суиндон Таун), Гарри Хэмптон (Астон Вилла), Джордж Холли (Сандерленд), Джозеф Ходкинсон (Блэкберн Роверс) |             |                 |           |                                                                                             |

### 1914 (матчи № 117—119)
| 14 февраля 1914 Домашний чемпионат 1914 | Англия | 0:3             | Ирландия                      | «Мидлсбро», Англия                                                                       |
| 15:00 GMT |        | [ 106 ] [ 107 ] | - Лейси 6′ 80′ - Гиллеспи 36′ | Стадион: «Эйрсом Парк» Зрителей: 25 000 Судья: Александер А. Джексон (Глазго, Шотландия) |
| Примечание: Первое поражение сборной Англии на «домашнем» стадионе с апреля 1903 года (завершилась серия из 14 домашних матчей без поражений). Первая победа сборной Ирландии над сборной Англии на выезде. Англия: (2-3-5) Сэм Харди (Астон Вилла), Боб Кромптон (Блэкберн Роверс), Джесси Пеннингтон (Вест Бромвич Альбион), Фрэнсис Кагги (Сандерленд), Фрэнк Бакли (Дерби Каунти), Билли Уотсон (Бернли), Чарли Уоллес (Астон Вилла), Дэнни Шей (Блэкберн Роверс), Джордж Эллиотт (Мидлсбро), Эдди Латерон (Блэкберн Роверс), Генри Мартин (Сандерленд) |        |                 |                               |                                                                                          |

| 16 марта 1914 Домашний чемпионат 1914 | Уэльс | 0:2             | Англия                  | Кардифф, Уэльс                                                                 |
| 15:30 GMT |       | [ 108 ] [ 109 ] | - Смит 50′ - Уэдлок 70′ | Стадион: «Ниниан Парк» Зрителей: 17 586 Судья: Джеймс Мейсон (Берзлем, Англия) |
| Примечание: В первом тайме крайний левый нападающий сборной Уэльса Тед Визард получил травму правой лодыжки. Он пытался вернуться в игру, но на 40-й минуте покинул поле, оставив свою команду вдесятером. Защитник англичан Боб Кромптон провёл свой 40-й матч за сборную. Англия: (2-3-5) Сэм Харди (Астон Вилла), Боб Кромптон (Блэкберн Роверс), Хорас Колклаф (Кристал Пэлас), Том Бриттлтон (Уэнсдей), Билли Уэдлок (Бристоль Сити), Бобби Макнил (Вест Бромвич Альбион), Джок Симпсон (Блэкберн Роверс), Дэнни Шей (Блэкберн Роверс), Гарри Хэмптон (Астон Вилла), Джо Смит (Болтон Уондерерс), Эдди Москроп (Бернли) |       |                 |                         |                                                                                |

| 14 апреля 1914 Домашний чемпионат 1914 | Шотландия                             | 3:1             | Англия      | Глазго, Шотландия                                                                   |
| 15:00 GMT | - Томсон 4′ - Макменеми 51′ - Рид 67′ | [ 110 ] [ 111 ] | Флеминг 18′ | Стадион: «Хэмпден Парк» Зрителей: 105 000 Судья: Герберт Бэмлетт (Гейтсхед, Англия) |
| Примечание: Минуты забитых голов в разных отчётах отличаются. Англия: (2-3-5) Сэм Харди (Астон Вилла), Боб Кромптон (Блэкберн Роверс), Джесси Пеннингтон (Вест Бромвич Альбион), Алберт Стерджесс (Шеффилд Юнайтед), Джо Макколл (Престон Норт Энд), Бобби Макнил (Вест Бромвич Альбион), Уолден (Тоттенхэм Хотспур), Гарольд Флеминг (Суиндон Таун), Гарри Хэмптон (Астон Вилла), Джо Смит (Болтон Уондерерс), Эдди Москроп (Бернли) |                                       |                 |             |                                                                                     |

## Матчи с 1915 по 1918 год
С 1915 по 1918 год сборная Англии официальные матчи не проводила в связи с Первой мировой войной. Однако в этот период сборная провела несколько неофициальных матчей.